# Свети Флоријан
Свети Флоријан (лат. Florianus; Aelium Cetium (250 - Енс, 304) је хришћански светац и заштитник Пољске; Линца; димничара и ватрогасаца. Прославља се 4. маја.
Св. Флоријан је такође и заштитник Горње Аустрије, заједно са Светим Леополдом.

## Биографија
Флоријан је рођен у Аустрији око 250. године, у античком римском граду Цетиум (данашњи Ст. Пелтен, Доња Аустрија).
Као младић придружује се римској војсци у којој, захваљујући тешком раду и одлучности, напредује до места заповедника. Постављен је на високе дужности у Норикуму, једној од покрајина Римског царства (данас део Аустрије).
Тадашњи владари, римски цареви Диоклецијан и Максимијан волели су Флоријана због његових способности решавања проблема и рада са људима. Видели су Флоријана као човека који се лако суочава са тешким проблемима. Но у то време, Флоријан је много трпео због своје вере. Иако је био заповедник у војсци, није се држао политике не питај, не говори, него је отворено признавао своје хришћанство у то изразито нехришћанско време.
Стога римски цар шаље помоћника Аквилиуса да побије све хришћане у подручју које контролише Флоријан, али и да дозна зашто се Флоријан не придржава наредби. Када се напокон Аквилиус сусреће са њим, пита га зашто одбија да прогони хришћане, на што му Флоријан одговара поручите цару да сам и ја хршићанин, и да сам спреман доживети судбину намењену другим хришћанима. Аквилиус му тада нуди напредовање у служби и повишицу ако промени мишљење, али га Флоријан одбија.
Акуилиус је био увређен, те наређује својим војницима да га бичују док не промени мишљење. Но Флоријан му одговара да је претрпео много озледа због цара - зашто не би и неколико огреботина због својих уверења? Његова храброст запрепастила је Акуилиуса који се бојао да би Флоријан могао друге повести на побуну.
Када је цар чуо што се догађа, одлучио је да казни све хришћане у том подручју. Наредио је да се запале хришћанске цркве и књиге, хришћане је протерао из домова и слао у затвор, те их на крају присиљавао да се клањају и приносе жртве римским боговима, а сам Флоријан је осуђен на смрт спаљивањем.

### Смрт
Акуилиусовим војницима предаје се код Лорца. Стојећи на ломачи, Флоријан наводно подстиче римске војнике да запале ватру, говорећи им ако је запалите, на пламеним језицима ћу вам побећи у небо. Уплашен његовим речима, уместо да га спали, Аквилиус наређује да се Флоријану стави камен око врата и баца га у реку Енс. Флоријаново тело касније је пронашла побожна жена, те је он достојно покопан.

### После смрти
600 година касније, негде између 900. и 955. године, недалеко од Флоријановог гроба саграђен је манастир Св. Флоријан, а убрзо око њега изграђено је и истоимено место. Његово тело премешта се на гробље у то место Свети Флоријан, које и данас постоји недалеко Линца (Горња Аустрија). 

## Свети Флоријан као заштитник
Након што 1138. године Папа Луциус III, одобрава захтев пољског краља Казимира и бискупа Кракова, да се реликвије Светог Флоријана пошаљу у ту земљу, Свети Флоријан постаје заштитник Пољске, а његове се реликвије и данас чувају у цркви у пољском граду Кракову. Године 1528. је избио велики пожар у Пољској, али црква није била уништена.
Такође, Свети Флоријан је заштитник града Линца, Горње Аустрије и ватрогасаца. Такође, поштује се и у Србији. У готово сваком насељу у Бачкој, поготову тамо где је било немачких досељеника, постоји кип Светог Флоријана.
Kип Светог Флоријана, заштитиника од пожара и патрона ватрогасаца, постављен је у Панчеву и освештан 4. маја 1813. године, након катастрофалног пожара у Доњој вароши. Свети Флоријан је представљен фигуром римског војника одевеног у хитон с дугачким плаштом пребаченим преко рамена и кацигом с перјаницом на глави. Заштитник је не само ватрогасаца, већ и пивара, димничара, војника и сапунџија.

## Крст Светог Флоријана
Крст Светог Флоријана је широко коришћен симбол гашења пожара, посебно у Сједињеним државама.
Крст Светог Флоријана понекад се меша са малтешким крстом. Малтешки крст је оштар осмокраки крст, док Свети Флоријан има заобљене лукове између четири тачке. Употреба симбола Светог Флоријана произилази из традиционалног веровања да је и сам светац учествовао у гашењу пожара.